# 外出就餐1：憨直处男
《外出用餐》（英語：Eating Out）是2004年基主题浪漫喜剧电影，由Q·阿兰·布罗卡编剧并执导。
评论聚合网站烂番茄报告表示，16%的評價為积极评价，同时网站概括称“演员的笑话台词不好笑，笨拙的剧情充满了做作。”